# Hongshanornithidae
De Hongshanornithidae zijn een groep uitgestorven basale vogels uit het Vroeg-Krijt van het huidige China, uit het Vroeg- en Midden-Aptien, 125 tot 120 miljoen jaar geleden en die behoren tot de Ornithurae. Ze omvatten de geslachten Hongshanornis (het typegeslacht) en Tianyuornis uit de Yixianformatie van Binnen-Mongolië, Longicrusavis uit de Yixianformatie van de provincie Liaoning, Parahongshanornis uit de Jiufotangformatie van de provincie Liaoning en Archaeornithura, het oudst bekende lid, uit de Huajiyingformatie van de provincie Hebei.
In 2010 benoemden Jingmai Kathleen O'Connor, Gao Keqin en Luis Maria Chiappe ter gelegenheid van de benoeming van Longicrusavis een klade, monofyletische afstammingsgroep, Hongshanornithidae. Een exacte kladistische analyse had namelijk tot resultaat gehad dat hun nieuwe soort een aparte aftakking vormde samen met Hongshanornis. De nieuwe klade werd gedefinieerd als: de groep bestaande uit de laatste gemeenschappelijke voorouder van Hongshanornis longicresta en Longicrusavis houi, en al zijn afstammelingen.
In 2011 werd ook Parahongshanornis aan de groep toegewezen.

## Beschrijving
De bekende hongshanornithiden waren klein, ongeveer zo groot als de huidige futen. Hun poten zijn verhoudingsgewijs lang in vergelijking tot de vleugels, wat suggereert dat het watervogels waren. Ze hadden tanden in hun kaken. Misschien hadden ze een levenswijze als waadvogels, hoewel ze daarvoor wat klein zijn.

## Fylogenie
Vanaf 2012 toonden verschillende onderzoeken aan dat de Hongshanornithidae nauwer verwant waren aan de Songlingornithidae (Yanornithiformes) dan aan andere vroege vogels, waardoor ze deel uitmaakten van dezelfde clade.